# Сабин (река, впадает в Мексиканский залив)
Саби́н (англ. Sabine River) — река в Северной Америке.
Находится на северо-востоке Техаса, часть реки проходит по границе с Луизианой. Река Сабин течёт в юго-восточном направлении. Впадает в озеро Сабин, являющееся эстуарием Мексиканского залива. Длина реки 820 км. Площадь бассейна 25 270 км². Вплоть до начала XIX века река служила границей между США и Республикой Техас, а до этого между США и Мексикой. Из 25 270 км², 19 230 км² бассейна реки лежит на территории Техаса, а примерно 6000 км² — на территории Луизианы. Река проходит по территории, богатой на дожди и переносит самый большой объём воды из всех рек в Техасе. Река протекает в важном нефтедобывающем регионе, в низовьях реки недалеко от залива, который является одной из наиболее промышленно развитых областей юго-востока США.

## История
Археологические данные указывают на то, что люди жили у реки ещё 12 000 лет назад. Начиная с VIII века, в долине реки поселились Кэддо, строившие большие курганы. Культура Кэддо процветала до XIII века, однако потомки племени жили вдоль реки вплоть до прихода европейских исследователей в XVI веке. Река получила своё название в 1716 году, а в 1721 году была создана первая карта, на которой она была обозначена под своим именем. В разное время на реку претендовали Испания и Франция, а после завоевания Испанией части Луизианы, на реке, в районе нынешнего города Роблайн, находилась столица провинции Техас.
После покупки Луизианы Соединёнными Штатами Америки в 1803 году, слабо исследованная территория по обе стороны реки стала нейтральной территории согласно соглашению от 6 ноября 1806 года. Договор Адамса — Ониса в 1819 году окончательно объявлял реку границей от Мексиканского залива до 32-й параллели, однако затягивание ратификации и объявление Мексикой независимости породило новые диспуты о границе. США утверждали, что произошла путаница с названиями рек и граница должна проходить вдоль реки Нечес, а не Сабин. В 1820-х годах количество поселенцев из США на территории между реками превосходило по численности мексиканцев в 10 раз. После обретения независимости республикой Техас в 1836 году граница была ещё раз официально проведена по реке Сабин и являлась таковой вплоть до аннексии Техаса в 1845 году.
На рубеже XIX и XX веков река активно использовалась для лесосплава, а с открытием залежей нефти в прилегающих районах, в бассейне реки стали бурить скважины для её добычи. Ниже по реке были построены нефтеперерабатывающие заводы и другие заводы по производству химических веществ, что привело к загрязнениям в регионе.
Участок реки от Оринджа до озера Сабин является частью канала, соединяющего атлантическое побережье с побережьем Мексиканского залива (Intercoastal waterway). По каналу организовано движение барж.
На берегу реки держал свой магазин известный капитан техасских рейнджеров Билл Макдональд.

## Упоминания реки в литературных произведениях и музыке
Река часто упоминается в произведениях Джо Р. Лансдейла, родившегося в этих краях.
В романе Джека Керуака «В дороге», писатель Сал Парадайз и его знакомый Дин Мориарти в ходе своих путешествий неожиданно оказываются у реки Сабин. Река в романе названа «дьявольской старой рекой» и упоминается как гигантское жилище змей: «Мы почти могли слышать шелест миллиона ползущих мокасиновых змей».
Элгер «Техас» Александр, исполнитель в стиле блюз, написал песню под названием «Блюз реки Сабин».